# Piotr Śliwiński

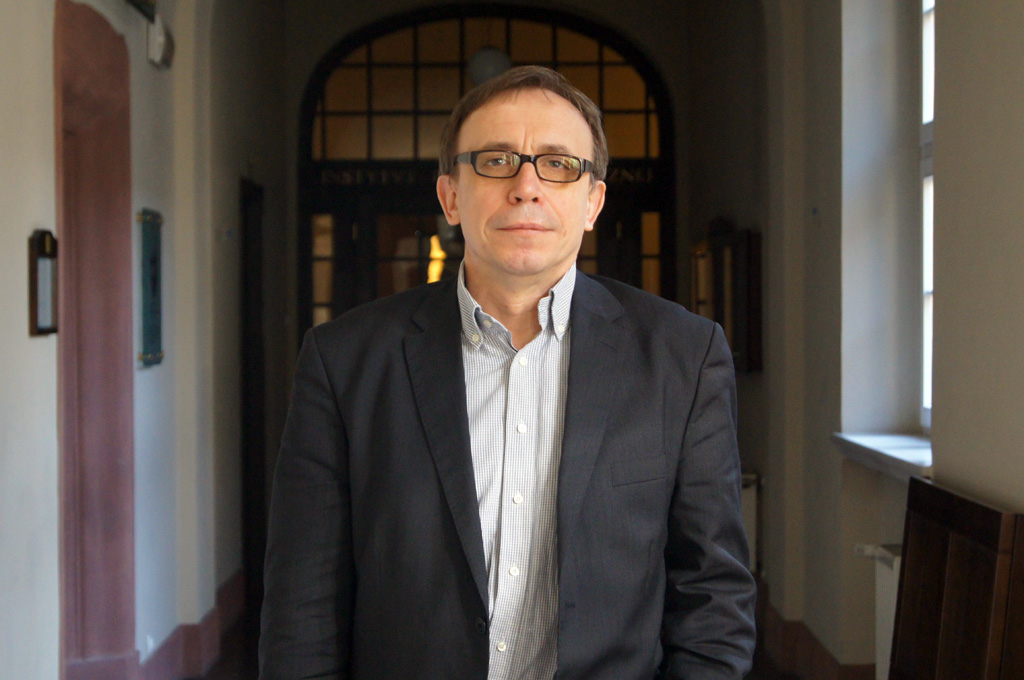
Piotr Śliwiński, Poznań, (2014)

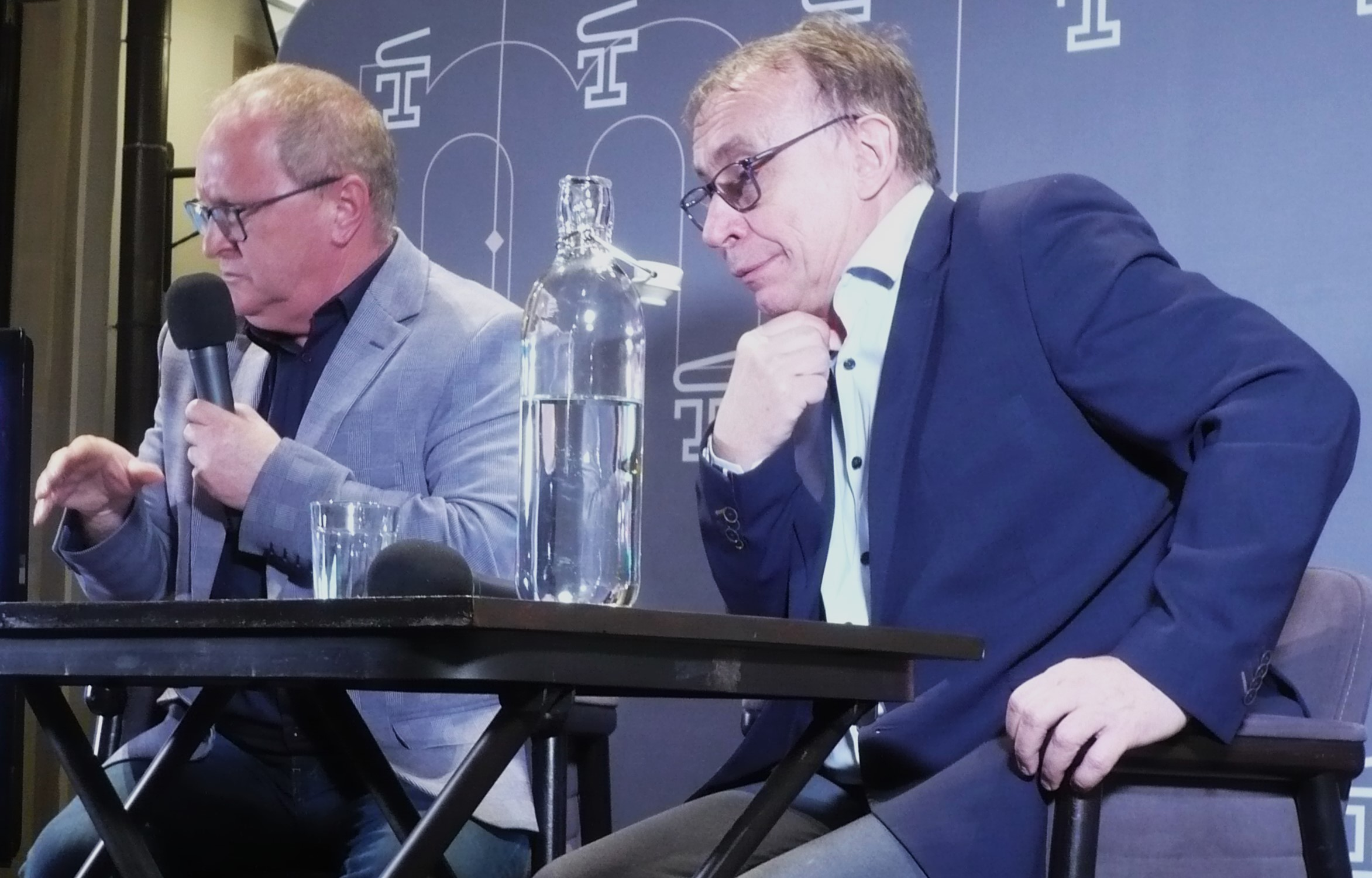
Karol Maliszewski i Piotr Śliwiński

Piotr Marian Śliwiński (ur. 2 lutego 1962 w Ostrowie Wielkopolskim) – polski literaturoznawca, krytyk literacki, badacz polskiej poezji współczesnej, nauczyciel akademicki i profesor nauk humanistycznych.

## Życiorys
Doktoryzował się w roku 1995 rozprawą pt. Popularne powieści T. Dołęgi-Mostowicza jako próba krytyki kultury, której promotorem była profesor Janina Teresa Abramowska. Habilitował się w roku 2002 na podstawie oceny doroku naukowego oraz rozprawy pt. Przygody z wolnością. Uwagi o poezji współczesnej.
Tytuł naukowy profesora nauk humanistycznych został mu nadany na mocy postanowienia Prezydenta Rzeczypospolitej Polskiej z dnia 23 kwietnia 2009 roku, pracuje na stanowisku profesora zwyczajnego Instytutu Filologii Polskiej Wydziału Filologii Polskiej i Klasycznej Uniwersytetu im. Adama Mickiewicza w Poznaniu.
Autor artykułów i książek krytycznoliterackich (m.in. Poetyckie awangardy – awangarda przedwojenna, 2004, Świat na brudno. Szkice o poezji i krytyce, 2007), współautor Literatury polskiej XX wieku (razem z Anną Legeżyńską i Bogumiłą Kaniewską), Literatury polskiej 1976–1998 (razem z Przemysławem Czaplińskim) i Poezji polskiej po 1968 roku (razem z Anną Legeżyńską). W 2012 opublikował zbiór esejów Horror poeticus.
Twórca i kurator festiwalu Poznań Poetów (pierwsza edycja 2003, festiwal odbywa się co dwa lata). W latach 2006–2013 przewodniczący kapituły Nagrody Literackiej Gdynia. W latach 2016–2021 juror Literackiej Nagrody Europy Środkowej Angelus. Przewodniczący jury Wrocławskiej Nagrody Poetyckiej „Silesius".
W 2008 roku został uhonorowany Nagrodą im. Kazimierza Wyki. Stypendysta International Writing Program (USA, 2000). Wieloletni redaktor „Polonistyki” oraz „Poznańskich Studiów Polonistycznych”.
W 2015 został przewodniczącym i jurorem kapituły Poznańskiej Nagrody Literackiej. Szef projektu Polska Poezja Współczesna. Przewodnik encyklopedyczny.

## Publikacje
- Niepozorność znaczeń. Szkice i preteksty, Wydawnictwo Wojewódzkiej Biblioteki Publicznej i Centrum Animacji Kultury w Poznaniu, 2022[5]
- Dyskursy, w dyskursach. Szkice o krytyce i literaturze lat ostatnich, pod red. Piotra Śliwińskiego, WBPiCAK 2019.
- Wolny wybór. Stulecie wierszy 1918–2018 (wybór i opracowanie antologii), WBPiCAK 2018.
- Nowe wiersze wybrane, pod red. Piotra Śliwińskiego, WBPiCAK 2018.
- Jakieś rozwiązania, pod red. Piotra Śliwińskiego, WBPiCAK, Poznań 2017.
- Mariusz Grzebalski - Dziennik pokładowy, wybór i opracowanie Piotr Śliwiński, WBPiCAK, Poznań 2016.
- W wierszu i między wierszami. Szkice o twórczości Bohdana Zadury, pod red. Piotra Śliwińskiego, WBPiCAK, Poznań 2013.
- Pokarmy. Szkice o twórczości Eugeniusza Tkaczyszyna-Dyckiego, pod red. Piotra Śliwińskiego, WBPiCAK, Poznań 2012.
- Poznań Poetów (1989–2010), pod red. Piotra Śliwińskiego, WBPiCAK, Poznań 2011.
- Mistrz świata. Szkice o twórczości Marcina Świetlickiego, pod red. Piotra Śliwińskiego, WBPiCAK, Poznań 2011.
- Nowe dwudziestolecie. Szkice o wartościach i poetykach prozy i poezji lat 1989–2009, pod red. Piotra Śliwińskiego, Poznań 2011.
- Wyrazy życia. Szkice o poezji Piotra Sommera, pod red. Piotra Śliwińskiego, WBPiCAK, Poznań 2010.
- Wiersze na głos. Szkice o twórczości Andrzeja Sosnowskiego, pod red. Piotra Śliwińskiego, WBPiCAK, Poznań 2010.
- Słowa? Tchnienia? O poezji Ryszarda Krynickiego, pod. red. Piotra Śliwińskiego,  WBPiCAK, Poznań 2009.
- Miłobędzka wielokrotnie, pod red. Śliwińskiego Piotra, WBPiCAK, Poznań 2008.
- Kontrapunkt: rozmowy o książkach (wspólnie z Przemysławem Czaplińskim), Obserwator, Poznań 1999.
- Nuda w kulturze (wspólnie z Przemysławem Czaplińskim), Wydawnictwo Rebis, Poznań 1999.
- Czytanie Herberta (wspólnie z Ewą Wiegandt i Przemysławem Czaplińskim), Wydawnictwo WiS, 1995.

## Odznaczenia
- Krzyż Kawalerski Orderu Odrodzenia Polski (2017)[6].